# Chris Brügger
Chris Brügger (* 8. April 1966 in Herzogenbuchsee) ist ein Schweizer Sachbuchautor, Unternehmer und Vortragsredner.

## Leben
Chris Brügger ist studierter Hotelmanager, arbeitete international im Management und als Berater, bis er 2005 gemeinsam mit Jiri Scherer die Denkmotor GmbH gründete und sich den Themen Kreativität, Innovation und Einfachheit zuwandte. Dem Nachdiplomstudium in Qualitätsmanagement in Zürich folgte das Innovationsseminar an der Kellogg School of Management in den USA und am Edward de Bono Institut an der Universität Malta sowie 2014 und 2015 Design Thinking-Weiterbildungen am Hasso-Plattner-Institut in Potsdam. Chris Brügger ist Gastdozent an der Hochschule der Künste Bern.
Chris Brüggers Publikationen stehen im Zusammenhang mit drei Kernthemen: Kreativität, Innovationen und Einfachheit. Sein Buch Simplicity. Prinzipien der Einfachheit ist auch auf Ungarisch und Englisch erschienen.

## Werke
Chris Brügger, Jiri Scherer
- Denkmotor. Nichts ist gefährlicher als eine Idee, wenn es die einzige ist. GABAL Verlag, Offenbach 2014, ISBN 978-3-86936-597-8.[1][2]
- Kreativitätstechniken. In 10 Schritten Ideen finden, bewerten, umsetzen. GABAL Verlag, Offenbach 2007, ISBN 978-3-89749-736-8.

Chris Brügger, Jiri Scherer, Michael Hartschen
- Innovationsmanagement. Die 6 Phasen von der Idee zur Umsetzung. GABAL Verlag, Offenbach 2009, ISBN 978-3-86936-015-7.
- Simplicity. Prinzipien der Einfachheit. GABAL Verlag, Offenbach 2017, ISBN 978-3-86936-761-3.